# Mamoutou N’Diaye
Mamoutou N'Diaye (Bamako, 1990. március 15. –) mali válogatott labdarúgó, jelenleg a Zulte-Waregem játékosa.

## Sikerei, díjai
KAA Gent
- Belga kupagyőztes (1): 2009–10